# Цвангираи, Морган
Мо́рган Ри́чард Цва́нгираи (шона Morgan Richard Tsvangirai [ts͎aŋɡira.i], англ. Morgan Richard Tsvangirai [ˈtʃæŋɡɪraɪ]; 10 марта 1952 — 14 февраля 2018) — зимбабвийский политик, премьер-министр (2009—2013), глава «Движения за демократические перемены» (Movement for Democratic Change; MDC).

## Биография
С 16 лет работал ткачом на текстильной фабрике, после работал на никеледобывающей шахте. Во время работы на шахте, стал участником профсоюзного движения и был избран в исполнительный комитет Национального профсоюза горняков. В 1980 году вступил в Зимбабвийский африканский национальный союз — Патриотический фронт. В 1987 году возглавил Конгресс профсоюзов Зимбабве. В 1990-х годах стал переходить в оппозицию к Мугабе, в 1997 и 1998 годах организовал ряд крупных забастовок против повышения налогов. В 1999 году стал президентом Движения за демократические перемены. Участвовал в президентских выборах в 2002 году, занял второе место, набрав 42% голосов избирателей. Против Цвангираи три раза выдвигались обвинения в государственной измене — в 2000, 2002 и 2003 годах.
Принимал участие в президентских выборах в 2008 году. В первом туре президентских выборов в Зимбабве 29 марта 2008 года набрал 47,9 % голосов, а действующий президент Роберт Мугабе — 43,2 %. 6 июня 2008 года был арестован и препровождён в полицейское управление Эсигодини (40 км к юго-западу от Булавайо), затем отпущен на свободу. Ранее он также был задержан, но отпущен после звонка президента ЮАР Табо Мбеки. Видимо этот арест не прошёл без последствий. За несколько дней до второго тура президентских выборов, который должен был состояться 27 июня 2008 года, Цвангираи неожиданно снял свою кандидатуру (хотя по закону уже не имел на это права), мотивируя своё решение запугиванием, ссылаясь на запугивание и преследование своих сторонников. В итоге уже на безальтернативной основе во втором туре победил Р. Мугабе, набрав 85,5 % голосов. Реакция ЕС и САДК на этот результат была крайне негативной — 10 июля 2008 года Совет Европейского союза принял решение о расширении санкций против зимбабвийских политиков и бизнесменов. В сентябре 2008 года политические партии Зимбабве заключили при посредничестве ЮАР Глобальное политическое соглашение, предусматривавшее проведение всеобщих выборов в течение 2-х лет, а также создание коалиционного правительства. 11 февраля 2009 года назначен премьер-министром, возглавив коалиционное правительство со сторонниками Мугабе.
6 марта 2009 года автомобиль Цвангираи попал в аварию на трассе в Хараре, его жена Сьюзен погибла, а сам он был госпитализирован с травмами, не представляющими угрозы для жизни.
5 апреля 2009 года Моргана Цвангираи постигло новое несчастье — его внук Шон утонул в бассейне особняка, принадлежащего семье премьер-министра.
На президентских выборах в 2013 году в третий раз выставил свою кандидатуру (от партии «Движение за демократические перемены») на пост президента, однако вновь потерпел поражение.
В результате парламентских выборов партия Цвангираи потерпела сокрушительное поражение, набрав лишь 25 % голосов избирателей. Помимо этого, по новой конституции Зимбабве должность премьер-министра была упразднена и 11 сентября 2013 года Цвангираи был вынужден уйти в отставку, сохранив за собой лишь депутатское кресло.
Поздно вечером 15 ноября 2017 года в связи с военным переворотом Цвангираи вернулся в Хараре из России, где лечился от рака.
14 февраля 2018 года Морган Цвангираи скончался от рака в больнице в ЮАР.